# Anthoscopus
Anthoscopus  — род птиц семейства ремезовых. Распространены в Африке южнее Сахары от Сахель до ЮАР. В отличие от многих евразийских ремезов, представители рода Anthoscopus, как правило, не являются перелетными птицами, а круглый год остаются вблизи мест своего гнездования. Места обитания представителей рода варьируются от пустынь до редколесий и тропических лесов.

## Виды
В состав рода включают шесть видов:
| Изображение | Научное название        | Русское название   | Распространение |
| ----------- | ----------------------- | ------------------ | --- |
|             | Anthoscopus punctifrons | Суданский ремез    | Камерун, Чад, Эритрея, Эфиопия, Мавритания, Мали, Нигер, Нигерия, Сенегал и Судан |
|             | Anthoscopus parvulus    | Сенегальский ремез | Бенин, Буркина-Фасо, Камерун, Центральноафриканская Республика, Чад, Демократическая Республика Конго, Кот-д'Ивуар, Гамбия, Гана, Гвинея, Мавритания, Мали, Нигерия, Сенегал, Южный Судан и Того |
|             | Anthoscopus musculus    | Мышиный ремез      | Эфиопия, Кения, Сомали, Южный Судан, Танзания и Уганда |
|             | Anthoscopus flavifrons  | Золотолобый ремез  | Камерун, Центральноафриканская Республика, Республика Конго, Демократическая Республика Конго, Кот-д'Ивуар, Габон, Гана, Либерия и Нигерия                                                       |
|             | Anthoscopus caroli      | Белолобый ремез    | Ангола, Ботсвана, Бурунди, Республика Конго, Демократическая Республика Конго, Кения, Малави, Мозамбик, Намибия, Руанда, ЮАР, Эсватини, Танзания, Уганда, Замбия и Зимбабве                      |
|             | Anthoscopus minutus     | Капский ремез      | Ангола, Ботсвана, Намибия, ЮАР и Зимбабве |

## Биология
Основу рациона составляют насекомые. Представители рода строят закрытые грушевидные гнёзда, которые подвешивают на ветвях деревьев. Материалом для гнезда служит паутина, шерсть животных, сухая трава. Гнездо имеет хорошо заметный боковой вход, который ведёт в неглубокую ложную полость, а вход в настоящую гнездовую камеру представляет собой трубку, которая замаскирована в козырьке, нависающем над ложным входом. Вход закрывается специальным клапаном. Прежде чем попасть в камеру, птица головой и клювом раздвигает волокна козырька, а покидая её, снова закрывает входной тоннель. Ложный вход служит для того, чтобы запутать потенциальных хищников и защитить яйца и птенцов.